# Barahona (Morovis)
Barahona es un barrio situado en el municipio de Morovis, en Puerto Rico. Según el censo de 2020, tiene una población de 4814 habitantes.

## Geografía
La localidad está ubicada en las coordenadas 18°21′43″N 66°26′50″O / 18.36194, -66.44722. Según la Oficina del Censo, tiene una superficie de 9.73 km² de tierra y 0.002 km² de agua.

## Demografía
Según el censo de 2020, hay 4814 personas residiendo en la localidad. La densidad de población es de 494.8 hab./km². El 10.91% de los habitantes son blancos, el 2.20% son afroamericanos, el 0.48% son amerindios, el 0.02% es isleño del Pacífico, el 21.31% son de otras razas y el 65.08% son de una mezcla de razas. Del total de la población, el 99.65% son hispanos o latinos de cualquier raza.